# ユミコア
ユミコア（仏: Umicore S.A.）は、貴金属・レアメタルなど非鉄金属の精錬・加工・リサイクル事業を行うメーカー。ベルギー・ブリュッセルに本拠を置き、世界20カ国以上に拠点を持つ。日本法人はユミコアジャパン株式会社。このほか日本触媒との合弁事業によるユミコア日本触媒株式会社がある。ユーロネクスト・ブリュッセル上場企業（Euronext: UMI ）。

## 沿革
ユミコアの端緒は1805年12月、Jean Donyによるナポレオン・ボナパルトからのベルギーとドイツの国境地帯における亜鉛鉱山の操業権取得とされ、 1837年以降は企業としてSociete Anonyme des Mines et Founderies de Zinc de la Vielle-Montagneが設立され採掘が行われた。1906年、ユニオン・ミニエール・デュ・オー・カタンガ（Union Minière du Haut Katanga, UMHK）に社名が変更され、ベルギー領コンゴにおける銅やコバルトを中心とする鉱山事業を営んだが、コンゴ民主共和国がベルギーから独立したのち同国政府がUMHKの資産の国有化を実行したため、1968年にコンゴでの事業は終了した。
以後は持株会社ソシエテ・ジェネラル・デ・ベルギー傘下で、鉱山開発会社から、金属精錬・加工などの下流部門を扱う企業へと事業転換が進められ、1989年、ユニオン・ミニエールはMetallurgie Hoboken-Overpelt、Vieille-Montagne、Mechimとの合併を行い、現在の組織の基礎が作られた。1990年代後半に事業の選択と集中が進められ、2001年8月、現社名に変更した。
2003年、アメリカの金属メーカーのOMグループから元デグサ傘下のPrecious Metals Group (PMG) を買収し、自動車用触媒事業を強化、2012年、自動車用触媒事業の研究開発・販売を目的として、ユミコアの60％、日本触媒の40％出資による合弁企業Umicore Shokubai S.A.をルクセンブルクに設立した。2015年、燃料電池や水電解装置部材に関するソルベーとの合弁事業SolviCoreを東レに売却した。
現在のユミコアは欧州が売上の半数近くを占めるものの、日本を含むアジア太平洋地域の売上は3割近くの割合に成長している。グループ・ブリュッセル・ランバートが株式の15％を保有している。

## 日本法人
1991年から日本での触媒生産が行われていたが、2007年3月、それまでの「ユミコアマ－ケティングサ－ビスジャパン株式会社」と「ユミコアプレシャスメタルズ・ジャパン株式会社」が合併し、「ユミコアジャパン株式会社」（Umicore Japan K.K.）が設立された。オフィスは東京（アーク森ビル）にあり、茨城県阿見町と神戸市に工場を持つ。
Umicore Shokubai S.A.の日本法人「ユミコア日本触媒株式会社」は、愛知県常滑市に本社を置き、東京に事務所を持つ。